# Журавець (Люблінське воєводство)
Журавець (пол. Żurawiec) — село в Польщі, у гміні Адамув Луківського повіту Люблінського воєводства.
Населення — 317 осіб (2011).
У 1975-1998 роках село належало до Седлецького воєводства.

## Демографія
Демографічна структура станом на 31 березня 2011 року:
|          | Загалом | Допрацездатний вік | Працездатний вік | Постпрацездатний вік |
| -------- | ------- | ------------------ | ---------------- | -------------------- |
| Чоловіки | 145     | 46                 | 83               | 16                   |
| Жінки    | 172     | 29                 | 101              | 42                   |
| Разом    | 317     | 75                 | 184              | 58                   |